# 希隆斯克地區希羅達縣

51°09′N 16°35′E / 51.150°N 16.583°E
希隆斯克地區希羅達縣（波蘭語：Powiat średzki），是波蘭的縣份，位於該國西南部，由下西里西亞省負責管轄，首府設於希隆斯克地區希羅達，面積704平方公里，2009年人口50,119，人口密度每平方公里71人。